# 야쿠 삼나무

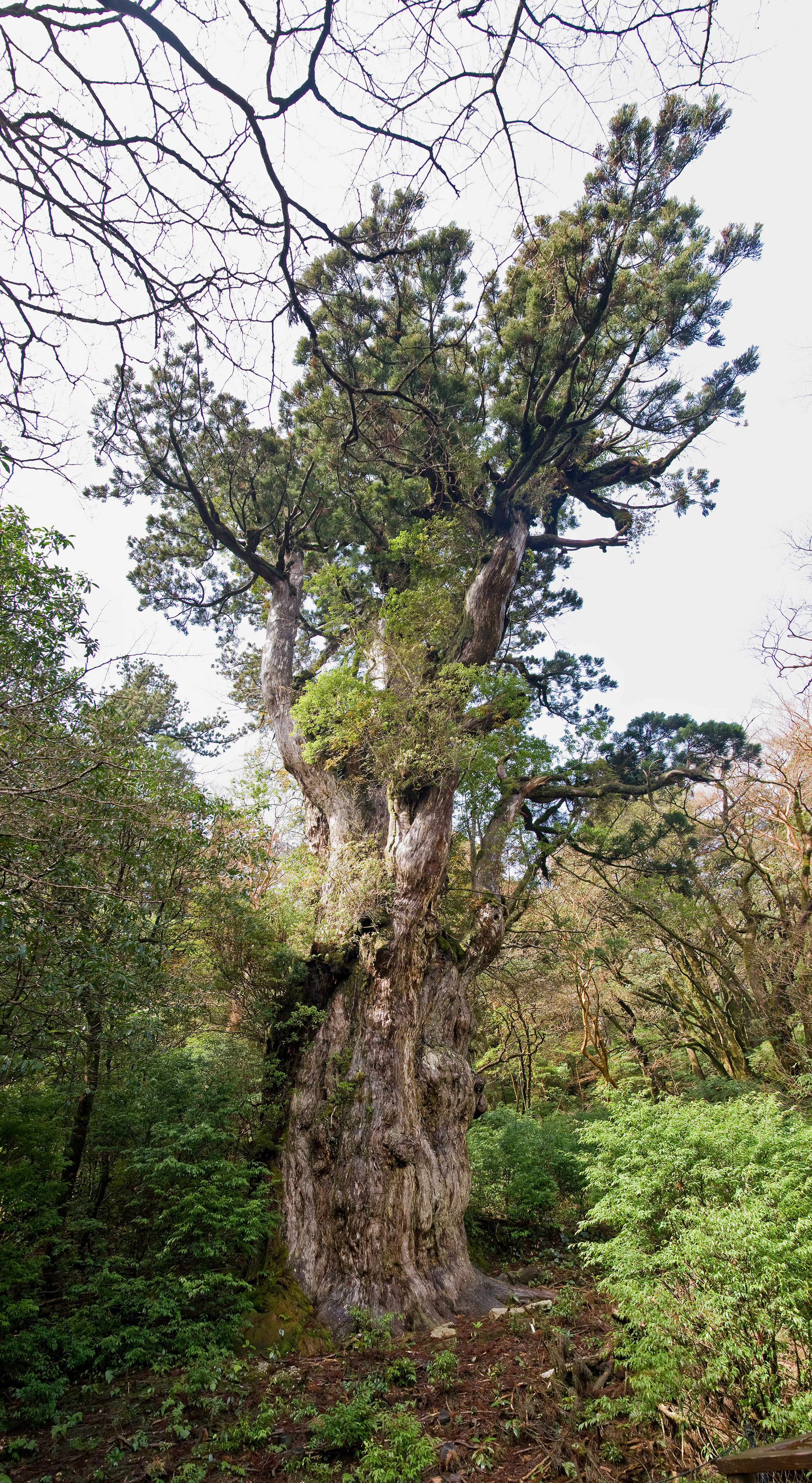
야쿠 삼나무의 대표격인 조몬 삼나무

야쿠 삼나무(일본어: 屋久杉 야쿠스기[*])는 일본 규슈 야쿠섬 해발 500m 이상의 산지에 자생하는 삼나무이다. 좁은 뜻으로는, 이 중 수령 1,000년 이상 산 나무를 의미하며, 수령 1,000년 미만인 나무는 고스기(일본어: 小杉)라고 부른다.
수령 최소 2,170여년에서 발견 당시 최대 7,200여년으로 추정되었던 최대·최고령의 야쿠 삼나무가 조몬 삼나무(일본어: 縄文杉 조몬스기[*])라는 이름으로 불린다. 이름은 일본의 신석기 시대인 조몬 시대로부터 살기 시작했을 것으로 추정되기 때문이다.

## 같이 보기
- 조몬 삼나무